# غوستاف أدولف مونتجومري
غوستاف أدولف مونتجومري (بالفنلندية: Gustaf Adolf Montgomery؛ بالسويدية: Gustaf Adolf Montgomery) هو عسكري وكاتب فنلندي وسويدي، ولد في 1790 في كيمي في فنلندا، وتوفي في 26 مايو 1861 في Finnish church parish ‏ في السويد.